# PEST analiza
PEST analiza (analiza političnih, ekonomskih, sociološko-kulturnih in tehnoloških dejavnikov) predstavlja model zunanjih dejavnikov makro okolja, ki se uporablja za analiziranje poslovnega okolja v okviru strateškega upravljanja. Uporabna je pri izvajanju strateške analize, pri raziskavah trga ter pri pripravi poslovnih načrtov. Je strateško orodje, ki omogoča razumevanje rasti ali upada trgov, poslovnega položaja podjetja, njegovega potenciala za rast ali smeri, v kateri naj se razvija delovanje podjetja.

## Sestava
Osnovna PEST analiza obsega štiri dejavnike:
- Politični dejavniki pojasnijo, na kakšen način vlada posega v ekonomijo. Podrobneje gre za analizo področij, kakršna so denimo davčna politika, delovno pravo, okoljska zakonodaja, trgovinske omejitve, carinske dajatve in politična stabilnost. Gre lahko tudi za analizo blaga in storitev, ki jih vlada želi zagotoviti (blago v splošnem interesu ali javne dobrine), ter blaga in storitev, ki jih vlada ne zagotavlja. Vlada nadalje pomembno vpliva tudi na zdravje, izobraževanje in infrastrukturo določenega naroda.
- Pri ekonomskih dejavnikih gre za ekonomsko rast, obrestne mere, menjalne tečaje in stopnjo inflacije. Ti dejavniki močno vplivajo na delovanje podjetij ter na način, kako podjetja sprejemajo odločitve. Obrestne mere denimo vplivajo na stroške kapitala podjetja in torej tudi na to, do kakšne mere se podjetje razvija in raste. Menjalni tečaji lahko vplivajo na ceno blaga za izvoz ter na zalogo in ceno uvoženega blaga.
- Socialni dejavniki obravnavajo kulturne vidike in ozaveščenost o skrbi za zdravje, stopnjo rasti populacije, razporeditev populacije po starosti, odnos do poklicnega napredovanja in poudarek na varnosti. Visoka trendna rast socialnih dejavnikov vpliva na povpraševanje po izdelkih podjetja in torej na delovanje tega podjetja. Starajoče se prebivalstvo lahko denimo pomeni, da je delovna sila manj obsežna in manj pripravljena za delo (s čimer se zvišajo stroški dela). Podjetja lahko tozadevno spremenijo svojo strategijo upravljanja in se tako prilagodijo socialnim trendom (zaposlovati pričnejo denimo starejše delavce).
- Tehnološki dejavniki vsebujejo tehnološke vidike, kakršni so denimo raziskave in razvoj, avtomatizacija, spodbujanje tehnologije in stopnja tehnoloških sprememb. Ti dejavniki lahko vplivajo na ovire za vstop na določen trg, minimalno stopnjo učinkovite proizvodnje ter na oddajanje del podizvajalcem. Nadalje tehnološke spremembe vplivajo tudi na stroške in kvaliteto ter vodijo v inovacije.

Če se analizo razširi na različico PESTLE ali PESTEL, se dodajo naslednji dejavniki:
- Pravni dejavniki vsebujejo protidiskriminacijsko zakonodajo, zaščito potrošnikov, protimonopolno zakonodajo, delovno pravo ter varnost in zdravje pri delu. Ti dejavniki lahko vplivajo na delovanje podjetja, na stroške omenjenega delovanja ter na povpraševanje po izdelkih podjetja.
- Ekološki dejavniki vsebujejo analizo ekoloških in okoljskih vidikov, kakršni so denimo vreme, podnebje in podnebne spremembe, ki lahko še posebej vplivajo na industrije, kot denimo turizem, kmetijstvo in delovanje zavarovalnic. Vse večja ozaveščenost o morebitnih vplivih podnebnih sprememb vpliva tudi na delovanje podjetij in na izdelke, ki jih ponujajo, kar obenem ustvarja nove trge in povzroča upad ali izginotje že obstoječih trgov.

Drugi dejavniki preostalih različic so naslednji:
- Demografski dejavniki, kakršni so spol, starost, etnična pripadnost, znanje tujih jezikov, morebitna telesna prizadetost, mobilnost, lastništvo stanovanja ali stanovanjske hiše, zaposlitveni status, verska pripadnost, kultura in tradicije, življenjski standard in stopnja prihodka.
- Zakonodajni dejavniki so parlamentarni akti ter z njimi povezana zakonodaja, mednarodni in nacionalni standardi, predpisi lokalnih vlad in ukrepi za nadzorovanje in zagotavljanje upoštevanja omenjenih pravil.

## Uporaba dejavnikov
Pomembnost dejavnikov, ki se upoštevajo v določenem modelu, je odvisna od podjetja glede na njegovo industrijo in blago, ki ga proizvaja. Potrošniška podjetja in podjetja za trgovanje med podjetji (B2B podjetja) so denimo bolj odvisna od socioloških dejavnikov, na delovanje podjetja, ki zagotavlja globalno obrambo, pa bolj vplivajo politični dejavniki. Nadalje so za določene podjetje pomembnejši dejavniki, za katere je bolj verjetno, da se bodo v prihodnosti spremenili, ali ki so z dejavnostjo omenjenega podjetja bolj povezani. Podjetje, ki si je denimo izposodili veliko vsoto denarja, bo bolj pozorno na ekonomske dejavnike (še posebno na obrestne mere).
Za konglomerate, ki proizvajajo širok nabor izdelkov (kot denimo Sony ali Disney), bo morda bolj koristna istočasna PESTEL analiza le enega izmed oddelkov podjetja, kar bi omogočilo osredotočanje na točno določene dejavnike, ki so relevantni le za omenjeni oddelek. Podjetja morda želijo dejavnike razdeliti tudi po geografski pomembnosti, denimo na lokalne, nacionalne in globalne dejavnike.

## Različice
Na osnovi PEST modela so se razvile še naslednje različice:
- PESTEL ali PESTLE, ki upošteva še analizo pravnih in ekoloških dejavnikov. Pogosto se uporabljata v Združenem Kraljestvu.
- SLEPT, ki upošteva še analizo pravnih dejavnikov.
- STEPE, ki upošteva še analizo ekoloških dejavnikov.
- STEEPLE in STEEPLED, ki upoštevata še analizo etičnih in demografskih dejavnikov.
- DESTEP, ki upošteva še analizo demografskih in ekoloških dejavnikov.
- SPELIT, ki upošteva še analizo pravnih in medkulturnih dejavnikov. Ta različica se pogosto uporablja v ZDA.

Obstaja tudi različica STEER, pri kateri gre za analizo sociološko-kulturnih, tehnoloških, ekonomskih, ekoloških in zakonodajnih dejavnikov in ki ločeno ne obravnava političnih dejavnikov.